# Universidade Estadual de Alagoas
A Universidade Estadual de Alagoas (UNEAL) é uma instituição de ensino superior localizada no estado de Alagoas.
Atualmente oferta 36 cursos de graduação em 16 áreas do conhecimento, 6 especializações (pós-graduação lato sensu) e 1 mestrado acadêmico (stricto sensu) em seus seis campi (Arapiraca, Santana do Ipanema, Palmeira dos Índios, São Miguel dos Campos, União dos Palmares e Maceió), além das ofertas pelo EaD-UNEAL.
Foi considerada a terceira melhor universidade do estado de Alagoas pelo RUF 2023 (Ranking Universitário Folha). De acordo com a mesma fonte, os cursos de Física (66), Pedagogia (79), Geografia (80), Química (90), História (91) e Letras (94) estão entre os 100 melhores do país. 
Dentre eles, o curso de Pedagogia da Universidade Estadual de Alagoas figura como o melhor de Alagoas, e o de Direito  como uma da universidades brasileiras que mais aprovam no Exame da Ordem dos Advogados (OAB), figurando em 86º lugar dentre mais de 1000 instituições.
No Exame Nacional de Desempenho de Estudantes (ENADE) de 2023, quatro cursos receberam o conceito 4. Dentre eles: Direito, Administração de Empresas e Ciências Contábeis.
Na Universidade Estadual de Alagoas são ofertados os seguintes cursos de graduação: 1. Arapiraca: Administração de Empresas, Ciências Biológicas,  Ciências Contábeis, Direito, Pedagogia, Letras-Inglês, Letras-Francês, Letras-Português, Geografia, História, Química e Matemática. 2. Santana do Ipanema: Zootecnia, Ciências Biológicas e Pedagogia. 3. Palmeira dos Índios: Ciências Biológicas, Geografia, História, Letras-Inglês, Letras-Português, Matemática, Pedagogia e Química. 4. São Miguel dos Campos: Ciências Contábeis, Letras-Português, Letras-Espanhol. 5. União dos Palmares: Geografia, Letras-Português, Letras-Inglês e Pedagogia. 6. Maceió: Administração Pública, Física e Direito. 7. EaD: Matemática e Pedagogia.

## História
Em 13 de outubro de 1970, na cidade de Arapiraca, é instituída a Fundação Educacional do Agreste Alagoano - FUNEC, que mantinha a Faculdade de Formação de Professores de Arapiraca – FFPA. 
No dia 12 de Janeiro de 1990, a FUNEC é estadualizada, e em 1995 passa a se chamar Fundação Universidade Estadual de Alagoas - FUNESA, fortalecendo não somente a Faculdade de Formação de Professores de Arapiraca – FFPA, mas também as seguintes instituições: Escola Superior de Ciências Humanas, Físicas e Biológicas do Sertão – ESSER – em Santana do Ipanema e a Escola Superior de Ciências Humanas e Econômicas de Palmeira dos Índios – ESPI.
Nesse ínterim, a Faculdade de Administração, Ciências Contábeis, Jurídicas e Sociais do Estado de Alagoas – FAJEAL – é fundada em Arapiraca, se mantendo em funcionamento de modo concomitante à Faculdade de Formação de Professores de Arapiraca – FFPA.
Em 1998, foi criada no município de São Miguel dos Campos uma extensão da Faculdade de Formação de Professores de Arapiraca - FFPA. Nos meados de 2006, a Escola Superior de União dos Palmares – ESUP – é instituída. No mesmo ano a FUNESA, até então sendo uma instituição tipicamente do interior, chega à capital com uma turma presencial de Bacharelado em Administração Pública. 
Em outubro de 2006, a FUNESA deixou o status de fundação e passou a ser considerada uma autarquia, sendo intitulada pela primeira vez como Universidade Estadual de Alagoas (UNEAL). Em 2012, o campus em Maceió foi fundado.
De acordo com o site da Universidade, “a criação desta instituição contribuiu para elevar a titulação dos professores de toda região do Agreste e municípios vizinhos, tendo em vista que as primeiras turmas foram constituídas de professores da rede pública. Esse foi realmente o primeiro passo dado em direção à qualificação de professores para o magistério em nível básico”.
A Universidade Estadual de Alagoas (UNEAL) passa por algumas dificuldades com relação à carência de servidores públicos e professores.